# Milenin
Milenin je priimek več oseb:
- Grigorij Filipovič Milenin, sovjetski general
- Vitalij Jevgenjevič Milenin, ruski nogometaš